# Agostinho Vieira d'Areia
Agostinho Remédios de Bettencourt Vieira de Areia (Lajes (Praia da Vitória), 11 de março de 1902 — Lisboa, 24 de abril de 1967), também conhecido por Vieira d'Areia, foi um jornalista, escritor e tradutor, mas principalmente revisor, ligado à editora Livros do Brasil. Assinava frequentemente os seus textos jornalísticos como Remédios de Bettencourt, mas publicou a maior parte da sua obra literária, incluindo as traduções, sob o nome de A. Vieira d'Areia.

## Biografia
Filho natural do padre Agostinho Vieira da Areia, proprietário da Ermida de Nossa Senhora dos Remédios e residência anexa, localizadas nas Lajes, ilha Terceira, e de Palmira Bettencourt, de Angra, após a conclusão do ensino secundário em Angra do Heroísmo, fixou-se em Lisboa, onde viveu toda a sua vida profissional. Era sobrinho do político e publicista José Vieira da Areia.
Começou por trabalhar na redacção de O Século, tendo atingido naquele periódico a categoria de redactor-chefe da secção de estrangeiro. Colaborou em vários periódicos, com destaque para os jornais a A Tarde e Acção e para as revistas Renovação e Civilização.
Dedicou-se à tradução e revisão, tendo preparado para edição em português cerca de 60 obras literárias estrangeiras, algumas das quais prefaciou e anotou. Na década de 1940 dirigiu uma enciclopédia popular editada pela Agência Editorial Brasileira.
Publicou várias obras de índole historicista da sua autoria sobre enigmas famosos, nas quais explora episódios “misteriosos” do passado europeu, recorrendo a fontes publicadas e transcrevendo alguns documentos, sintetizando os factos conhecidos e apresentando as várias explicações possíveis. Os temas vão da feitiçaria, às associações secretas e às conspirações políticas.

## Principais obras publicadas
- A Profecia dos Papas (atribuída a S. Malaquias). Porto, 1944;
- Despojos de Uma Tragédia - Correspondência de Nietzsche (introdução biográfica). Porto, 1944;
- O Inferno de Dante - Adaptação em Prosa. Lisboa, 1945;
- Marco Polo. Lisboa, Agência Editorial Brasileira, 1945;
- Madame de Monstespan e a Magia Negra. Porto, Liv. Civilização Editora, 1947;
- O Processo dos Templários. Porto, Ed. Liv. Civilização, 1947;
- O Segredo de Meyerling. Porto, Liv. Civilização Editora.